# 緩龍屬

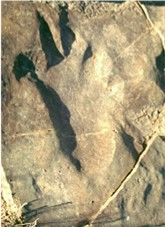
南非的緩龍足跡化石

緩龍屬（學名：Bradysaurus）是種早期的大型、繁盛的鋸齒龍類，身長2.5到3公尺，化石發現於南非卡魯盆地的貘頭獸組合帶，地質年代為二疊紀的開匹坦期。緩龍與體型類似的恐頭獸類，都是二疊紀中期的大型草食性動物。緩龍可能是行走緩慢、笨拙、無害的動物，演化出厚重的鱗甲，以保護牠們遭到掠食動物的攻擊，如麗齒獸類。

## 特徵

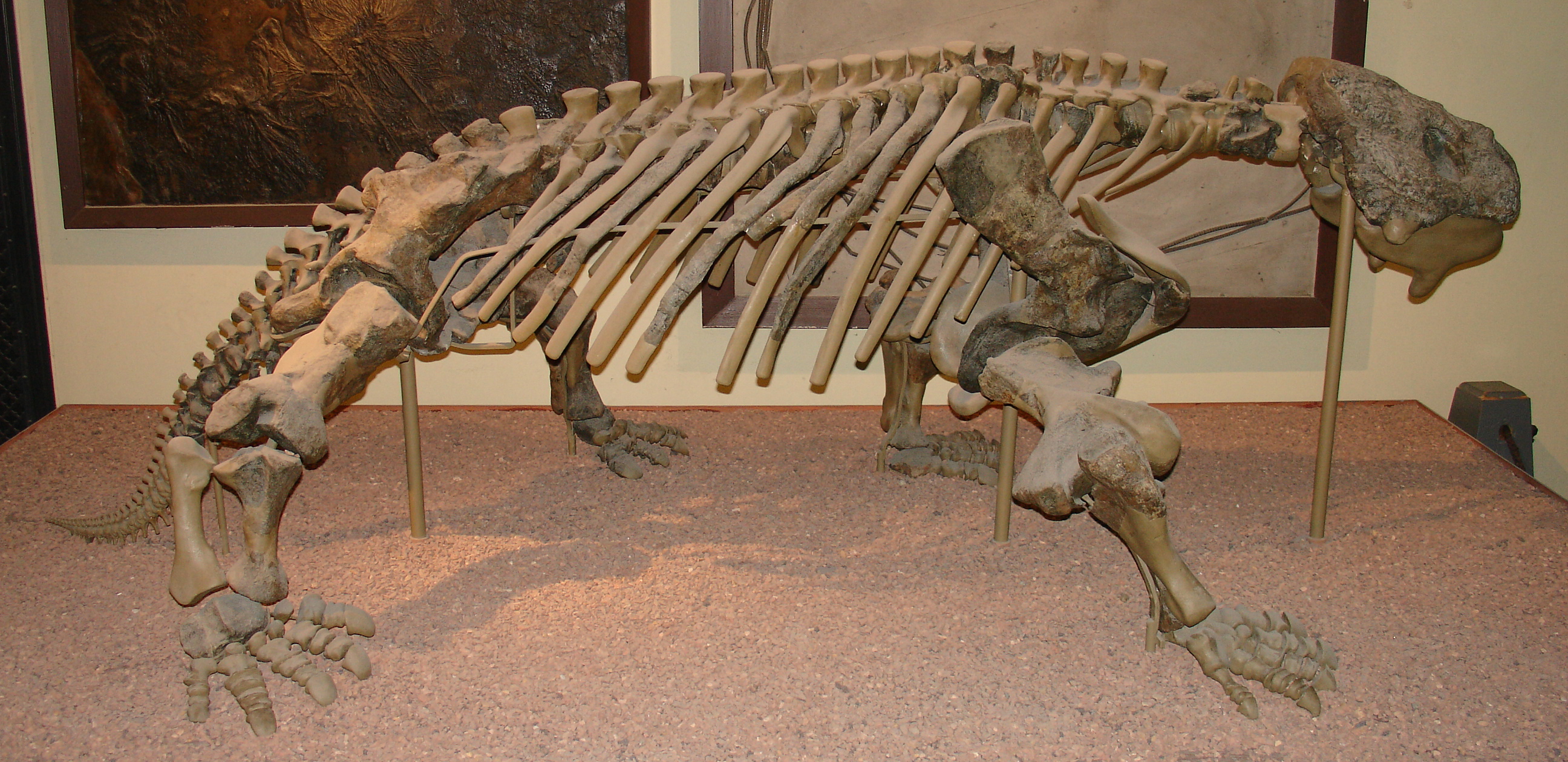
柏林自然史博物館的緩龍骨骸

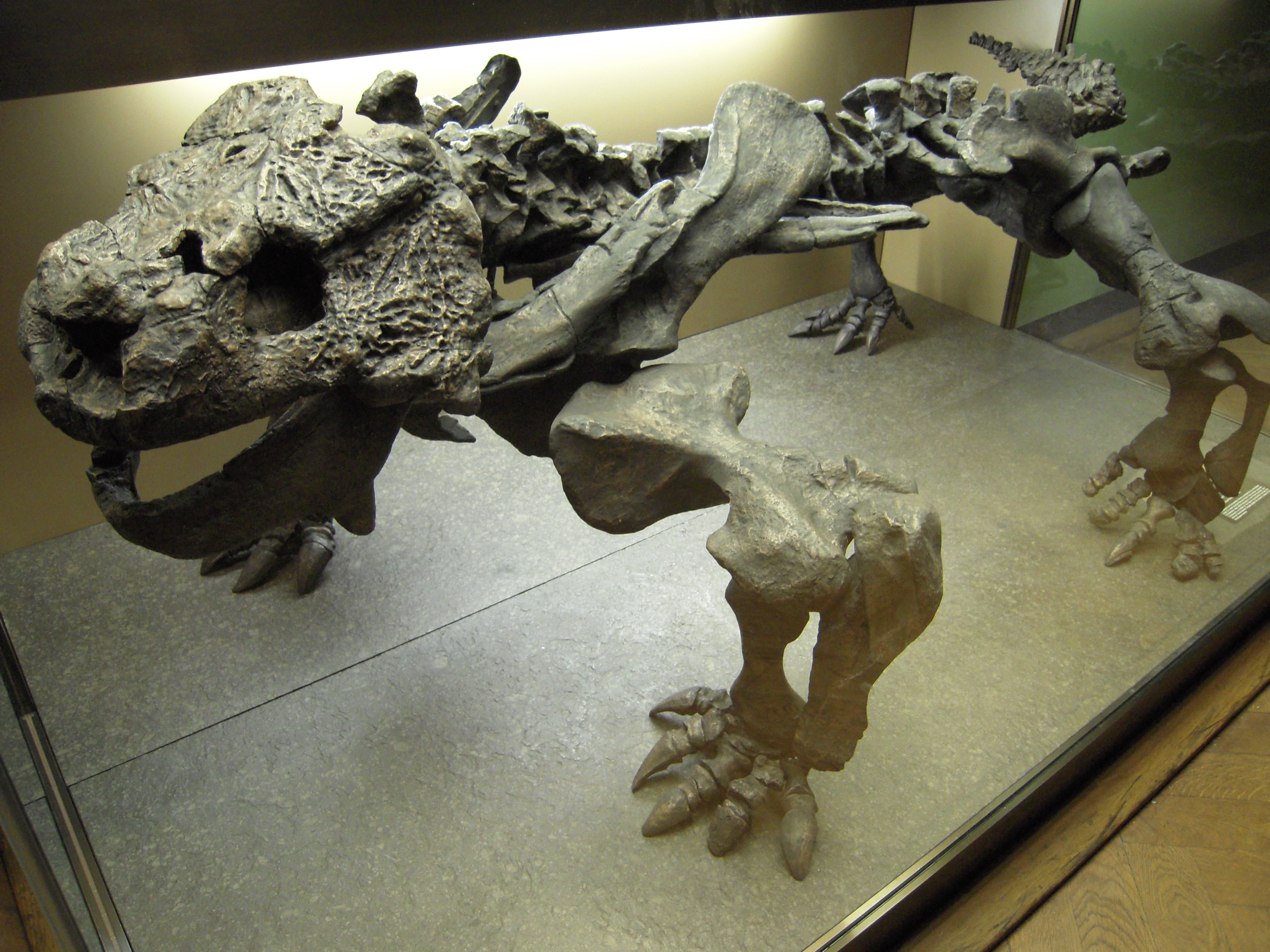
維也納自然史博物館的緩龍骨骸

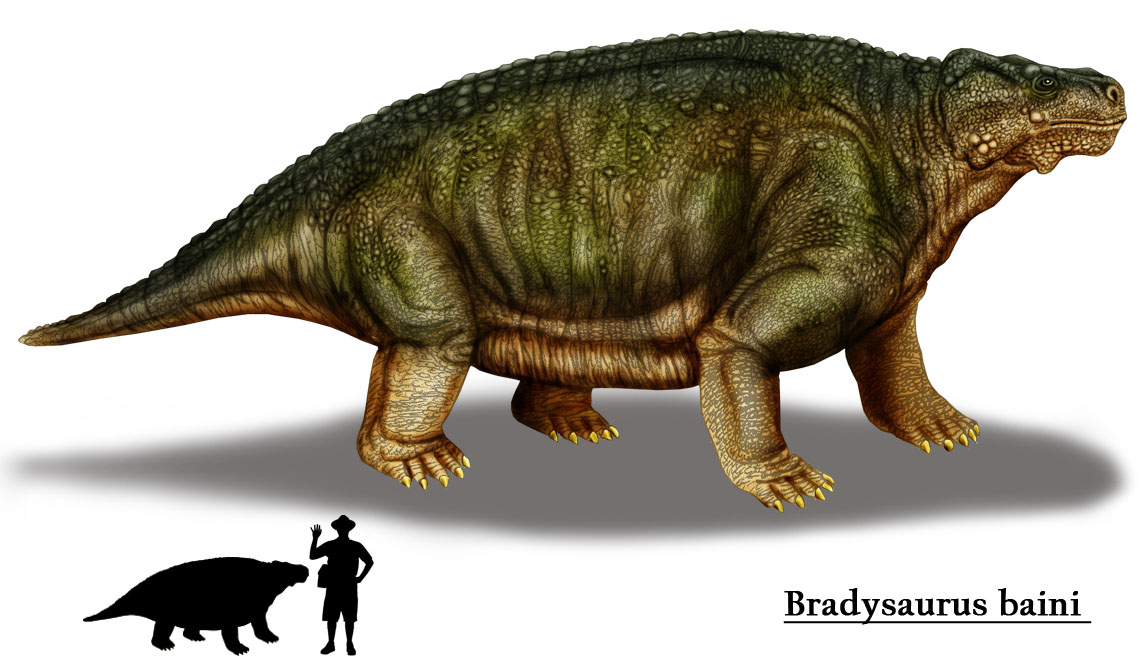
B. baini的想像圖

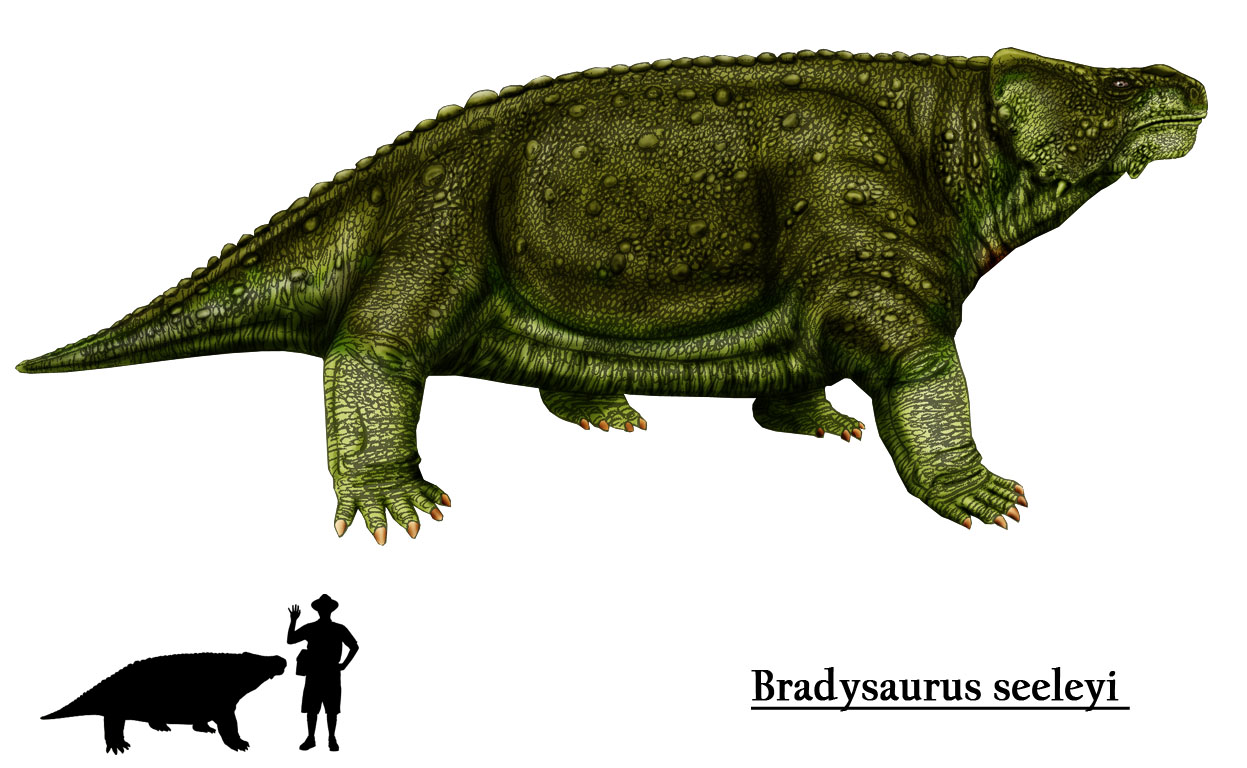
B. seeleyi的想像圖

緩龍是已知最原始的鋸齒龍類，被認為可能是其他種的祖先。緩龍的體型大型，顯示這群奇特的動物僅管位在演化階段的很早位置，但已演化至理想的大小。較晚、較衍化的盾甲龍也沒緩龍大。大體積的優點是抵抗掠食動物，與維持穩定的體溫（巨溫性）。
緩龍的頭骨大且寬廣，長約42到45公分，前端呈圓形。頭骨有多個瘤狀物，骨頭間的骨縫不容易發現。邊緣的牙齒成高冠狀，有少數齒尖，這是原始的特徵。
腳部寬廣而短，前腳的指骨數量是2-3-3-3-2，後腳的指骨數量是2-3-3-4-3。整個身體由骨質鱗甲保護，但沒有比更衍化近親的鱗甲厚重。

## 物種
在1969年，Oskar Kuhn列出至少9個緩龍的種。在同一年，Lieuwe Dirk Boonstra根據牙齒結構，指出只有4個種，其中兩種後被建立為Embrithosaurus。
Brachypareia、Bradysuchus、Koalemasaurus、Platyoropha被視為是緩龍的異名。
B. baini，化石發現於南非卡魯盆地的貘頭獸集合地帶，是緩龍的模式種。頰部骨頭中度發展。口鼻部寬廣、圓形，上下頜各15到16對重疊的牙齒。此種被認為是早期的鋸齒龍類，缺乏明顯的自有衍徵。
B. seeleyi，化石也是發現於南非卡魯盆地的貘頭獸集合地帶，是較不常見的物種。Boonstra認為此種是個有效種，但Lee認為此種是更先進鋸齒龍類的近親。此種似乎是Nochelesaurus與Embrithosaurus的近親。與體型相近、數量更多的B. baini相比，此種的頰骨更大。上下頜各19到20對明顯重疊的牙齒。

## 外部連結
- Palaeos 緩龍